# Der Todesstern
Der Todesstern ist ein Kriminalfilm von 1917 der Stummfilmreihe Stuart Webbs.

## Handlung
Der Assistent will den Ruhm für sich. Er tötet den Professor mit einem Fernrohr. Webbs klärt den Fall auf.

## Hintergrund
Produziert wurde er von der Stuart Webbs-Film Company Reicher und Reicher Berlin (Nr. 18). Er hat eine Länge von vier Akten auf  1360 bzw. 1366 Metern, ca. 74 Minuten. Die Polizei Berlin belegte ihn mit einem Jugendverbot (Nr. 41160), die Polizei München erlaubte keine Ankündigung als Detektivfilm (Nr. 25762, 25763, 25764, 25765). Die Uraufführung war im November 1917 im Marmorhaus. Die Reichsfilmzensur belegte ihn am 1. Oktober 1924 erneut mit einem Jugendverbot (Nr. 9108).